# Gampaha (Distrikt)
Koordinaten: 7° 6′ N, 80° 0′ O
Gampaha (singhalesisch ගම්පහ දිස්ත්‍රික්කය gampaha distrikkaya; Tamil கம்பகா மாவட்டம் Kampakā māvaṭṭam) ist ein Distrikt in der Westprovinz in Sri Lanka. Der Hauptort ist Gampaha.

## Geografie
Der Distrikt Gampaha liegt an der Westküste Sri Lankas am Golf von Mannar und gehört zur Westprovinz. Nachbardistrikte sind Puttalam und Kurunegala im Norden, Kegalle im Osten, Colombo im Süden und der Golf von Mannar im Westen.  
Der Distrikt Gampaha hat eine Fläche von 1387 Quadratkilometern (davon 1341 Quadratkilometer Land und 46 Quadratkilometer Binnengewässer). Damit ist er der flächenmäßig fünftkleinste Distrikt Sri Lankas.

## Bevölkerung
Nach der Volkszählung 2012 hat der Distrikt Gampaha 2.304.833 Einwohner.   Mit 1.718 Einwohnern pro Quadratkilometer liegt die Bevölkerungsdichte deutlich über dem Durchschnitt Sri Lankas (325 Einwohner pro Quadratkilometer). Von den Bewohnern waren 1.116.893 (48,46 %) männlichen und 1.187.940 (51,54 %) weiblichen Geschlechts. Die Bevölkerung ist ausgesprochen jung. Dies verdeutlicht ein Blick auf die Altersverteilung.
| Alter  | 0–9 Jahre | 10–19 Jahre | 20–29 Jahre | 30–39 Jahre | 40–49 Jahre | 50–59 Jahre | 60–79 Jahre | 80 Jahre und mehr |
| Anzahl | 355.220   | 348.918     | 364.549     | 367.251     | 313.101     | 259.940     | 262.514     | 33.340            |
| Anteil | 15,41 %   | 15,14 %     | 15,82 %     | 15,93 %     | 13,58 %     | 11,28 %     | 11,39 %     | 1,45 %            |

### Bevölkerung des Distrikts nach Volksgruppen
Die Singhalesen stellen über 90 % der Gesamteinwohnerschaft. Nur in vier der dreizehn Divisions gibt es überhaupt nennenswerte Minderheiten.
Singhalesen
Die große Mehrheit der Einwohner des Distrikts Gampaha sind Singhalesen. Ihr Anteil bewegt sich zwischen 71,11 % in Waththala (Wattala) und 98,98 % in Diulapitiya (Divulapitiya).
Moors
Daneben gibt es eine Minderheit von Moors oder tamilischsprachigen Muslimen. Sie bilden große Minderheitengruppen in den Divisions Negambo (Negombo; 13,84 %) und Aththanagalla (Attanagalla; 11,85 %). Ihr Anteil bewegt sich zwischen 0,06 % in Diulapitiya (Divulapitiya) und 13,84 % in Negambo (Negombo).
Sri-lankische Tamilen
Die sri-lankischen Tamilen stellen die drittstärkste Bevölkerungsgruppe. In zwei der dreizehn Divisions liegt ihr Anteil überdurchschnittlich hoch. In Waththala (Wattala) stellen sie 18,81 %, in Negambo (Negombo) 8,99 % der Gesamtbewohner. Ihr Anteil bewegt sich zwischen 0,31 % in Dompe und 18,81 % in Waththala (Wattala).  
Malaien
Zwar bilden sie im gesamten Distrikt nur eine kleine Bevölkerungsminderheit. Aber in den Divisions Kelaniya (3168 Personen; 2,31 %) und Mahara (3643; 1,75 %) bilden sie  ansehnliche Minderheiten.
Burgher
In fünf der dreizehn Divisions gibt es zwischen 800 und 3500 Menschen, die sich zu dieser Volksgruppe bekennen. In den Divisions Ja-ela (3453; 1,71 %) und Waththala (Wattala; 2566 Personen oder 1,46 %) bilden sie ansehnliche Minderheiten. 
Indische Tamilen
Die indischstämmigen Tamilen sind eine kleine Minderheit. Zwar leben Angehörige dieser Volksgruppe in allen Divisions. Meist aber nur in kleinen Zahlen. Einzige Ausnahme ist die Division Waththala (Wattala), wo sie 3280 Personen oder 1,87 % der Gesamteinwohnerschaft umfassen.
Sri Lanka Chetties
Eine ethnische Besonderheit des Distrikts ist diese Volksgruppe. In ganz Sri Lanka gehören ihr nur 5595 Menschen an. Davon leben 3861 oder 69 % im Distrikt Gampaha. Dort konzentrieren sie sich auf die Division Katana (3247 Personen oder 1,38 % der Gesamtbevölkerung).
| Jahr                                                    | Singhalesen1 | Singhalesen1 | Sri-Lanka-Tamilen2 | Sri-Lanka-Tamilen2 | indische Tamilen2 | indische Tamilen2 | Moors3 | Moors3 | Burgher | Burgher | Malaien | Malaien | Andere4 | Andere4 | Total     | Total    |
| Jahr                                                    | Anzahl       | %            | Anzahl             | %                  | Anzahl            | %                 | Anzahl | %      | Anzahl  | %       | Anzahl  | %       | Anzahl  | %       | Anzahl    | %        |
| ------------------------------------------------------- | ------------ | ------------ | ------------------ | ------------------ | ----------------- | ----------------- | ------ | ------ | ------- | ------- | ------- | ------- | ------- | ------- | --------- | -------- |
| 1981                                                    | 1.279.512    | 91,99 %      | 48.182             | 3,46 %             | 5.919             | 0,43 %            | 37.826 | 2,72 % | 8.423   | 0,61 %  | 8.675   | 0,62 %  | 2.325   | 0,17 %  | 1.390.862 | 100,00 % |
| 2001                                                    | 1.877.545    | 90,98 %      | 65.302             | 3,16 %             | 7.621             | 0,37 %            | 78.705 | 3,81 % | 11.093  | 0,54 %  | 13.683  | 0,66 %  | 9.735   | 0,47 %  | 2.063.684 | 100,00 % |
| 2012                                                    | 2.086.469    | 90,53 %      | 81.245             | 3,52 %             | 9.137             | 0,40 %            | 97.621 | 4,24 % | 10.784  | 0,47 %  | 12.720  | 0,55 %  | 6.857   | 0,30 %  | 2.304.833 | 100,00 % |
| Quelle: Volkszählungen in Sri Lanka 1981, 2001 und 2012 |              |              |                    |                    |                   |                   |        |        |         |         |         |         |         |         |           |          |

1 Tiefland- und Kandy-Singhalesen zusammen2 Sri-Lanka-Tamilen und indische Tamilen separat 3 nur sri-lankische Moors4 davon 2001 6'361 Sri Lanka Chetties und 780 Bharathas; darunter 2012 3.861 Sri Lanka Chetties und 568 Bharathas 

### Bevölkerung des Distrikts nach Bekenntnissen
Im Unterschied zu den meisten sri-lankischen Distrikten ist die Verteilung der Glaubensbekenntnisse kein Spiegelbild der ethnischen Verhältnisse. Denn zahlreiche Tamilen und Singhalesen sind Christen. Dennoch hängt der Großteil der singhalesischen Einwohner dem Buddhismus an. Da die Singhalesen die klare Bevölkerungsmehrheit stellen, trifft dies auch auf den Buddhismus zu. Klar zweitstärkstes Glaubensbekenntnis ist das Christentum. In den Divisions Negambo (Negombo) (68,65 % Christen), Ja-ela (53,23 %) und Waththala (Wattala) (50,58 %) sind die Christen sogar in der Mehrzahl. In der Division Katana sind immerhin auch noch 36,15 % Anhänger des Christentums. Nur in drei Divisions im Ostteil des Distrikts gibt es kaum Christen. Drittstärkste Religionsgruppe ist der Islam, dem die Moors und Malaien angehören. Sie leben vor allem in den Distrikten Negambo (Negombo; 14,33 %) und  Aththanagalla (Attanagalla; 12,42 %). Der Hinduismus, dem die Mehrheit der sri-lankischen und indischen Tamilen angehört, ist eine kleine Minderheitenreligion. Nur in der Division Waththala (Wattala; 12,98 %) überschreitet ihr Anteil die Zehnprozent-Marke.
| Jahr                                                    | Buddhisten | Buddhisten | Hindus | Hindus | Muslime | Muslime | Katholiken | Katholiken | andere Christen | andere Christen | Andere | Andere | Total     | Total    |
| Jahr                                                    | Anzahl     | %          | Anzahl | %      | Anzahl  | %       | Anzahl     | %          | Anzahl          | %               | Anzahl | %      | Anzahl    | %        |
| ------------------------------------------------------- | ---------- | ---------- | ------ | ------ | ------- | ------- | ---------- | ---------- | --------------- | --------------- | ------ | ------ | --------- | -------- |
| 1981                                                    | 989.212    | 71,12 %    | 26.750 | 1,92 % | 48.117  | 3,46 %  | 313.352    | 22,53 %    | 12.563          | 0,90 %          | 868    | 0,06 % | 1.390.862 | 100,00 % |
| 2001                                                    | 1.479.955  | 71,71 %    | 42.356 | 2,05 % | 93.496  | 4,53 %  | 418.286    | 20,27 %    | 28.361          | 1,37 %          | 1.230  | 0,06 % | 2.063.684 | 100,00 % |
| 2012                                                    | 1.642.767  | 71,27 %    | 52.973 | 2,30 % | 112.746 | 4,89 %  | 449.398    | 19,50 %    | 46.080          | 2,00 %          | 869    | 0,04 % | 2.304.833 | 100,00 % |
| Quelle: Volkszählungen in Sri Lanka 1981, 2001 und 2012 |            |            |        |        |         |         |            |            |                 |                 |        |        |           |          |

### Bevölkerungsentwicklung
Anmerkung: wegen der Übersichtlichkeit ist die Gesamtbevölkerung der Distrikte  Colombo und Gampaha (1978 getrennt) in der Tabelle aufgeführt.
Die Bevölkerung des Distrikts wächst stark. Im Zeitraum von 2001 bis 2012 (den beiden letzten Volkszählungsjahren) betrug der Zuwachs 241.149 Menschen. Dies ist ein Wachstum von 11,69 %. In den 32 Jahren zwischen 1981 und 2012 wuchs die Einwohnerschaft um 65,71 %. 
Und zudem die Daten ab 1981:

### Bedeutende Orte
Weitere große Orte sind Daluguma, Hendala, Kandana, Kelaniya, Minuwangoda, Ragama und Welisara. 

## Geschichte
Der Distrikt Colombo wurde mit der Distriktreform vom 31. August 1978 geteilt. Aus Teilen des bisherigen Distrikts Colombo entstand so der Distrikt Gampaha.

## Lokalverwaltung
Der Vorsteher des Distrikts trägt den Titel District Secretary. Der Distrikt ist weiter in dreizehn Divisionen (unter einem Division Secretary) unterteilt. Die Städte und größeren Orte haben eine eigene Verwaltung (Gemeindeparlament oder Gemeinderat). Es gibt 1177 Dorfverwaltungen (Grama Niladharis;GN) für die 1810 Dörfer im gesamten Distrikt.
| Name             | Hauptort     | Einwohner 2012 | Fläche in km² | Dichte | GN    | Dörfer |
| ---------------- | ------------ | -------------- | ------------- | ------ | ----- | ------ |
| Attanagalla      | Attanagalla  | 179.565        | 154,0         | 1.166  | 151   | 191    |
| Biyagama         | Biyagama     | 186.585        | 61,6          | 3.029  | 49    | 61     |
| Divulapitiya     | Divulapitiya | 144.506        | 202,3         | 714    | 123   | 227    |
| Dompe            | Dompe        | 154.005        | 178,3         | 864    | 133   | 176    |
| Gampaha          | Gampaha      | 197.667        | 95,7          | 2.065  | 101   | 148    |
| Ja-Ela           | Ja-Ela       | 201.521        | 64,0          | 3.149  | 57    | 101    |
| Katana           | Katana       | 235.291        | 107,6         | 2.187  | 79    | 131    |
| Kelaniya         | Kelaniya     | 137.339        | 21,9          | 6.271  | 37    | 47     |
| Mahara           | Mahara       | 207.782        | 98,8          | 2.103  | 92    | 108    |
| Minuwangoda      | Minuwangoda  | 178.331        | 130,5         | 1.367  | 121   | 192    |
| Mirigama         | Mirigama     | 164.580        | 186,6         | 882    | 149   | 273    |
| Negombo          | Negombo      | 142.136        | 30,8          | 4.615  | 39    | 50     |
| Wattala          | Wattala      | 175.525        | 54,6          | 3.215  | 46    | 105    |
| Distrikt Gampaha | Gampaha      | 2.304.833      | 1.386,7       | 1.662  | 1.177 | 1.810  |